# Ботино
Окръг Ботино (на английски: Bottineau County) е окръг в щата Северна Дакота, Съединени американски щати. Площта му е 4398 km², а населението – 6530 души (2017). Административен център е град Ботино.